# Cuscuta reflexa
Cuscuta reflexa är en vindeväxtart som beskrevs av Roxburgh. Cuscuta reflexa ingår i släktet snärjor, och familjen vindeväxter. Utöver nominatformen finns också underarten C. r. anguina.

## Bildgalleri

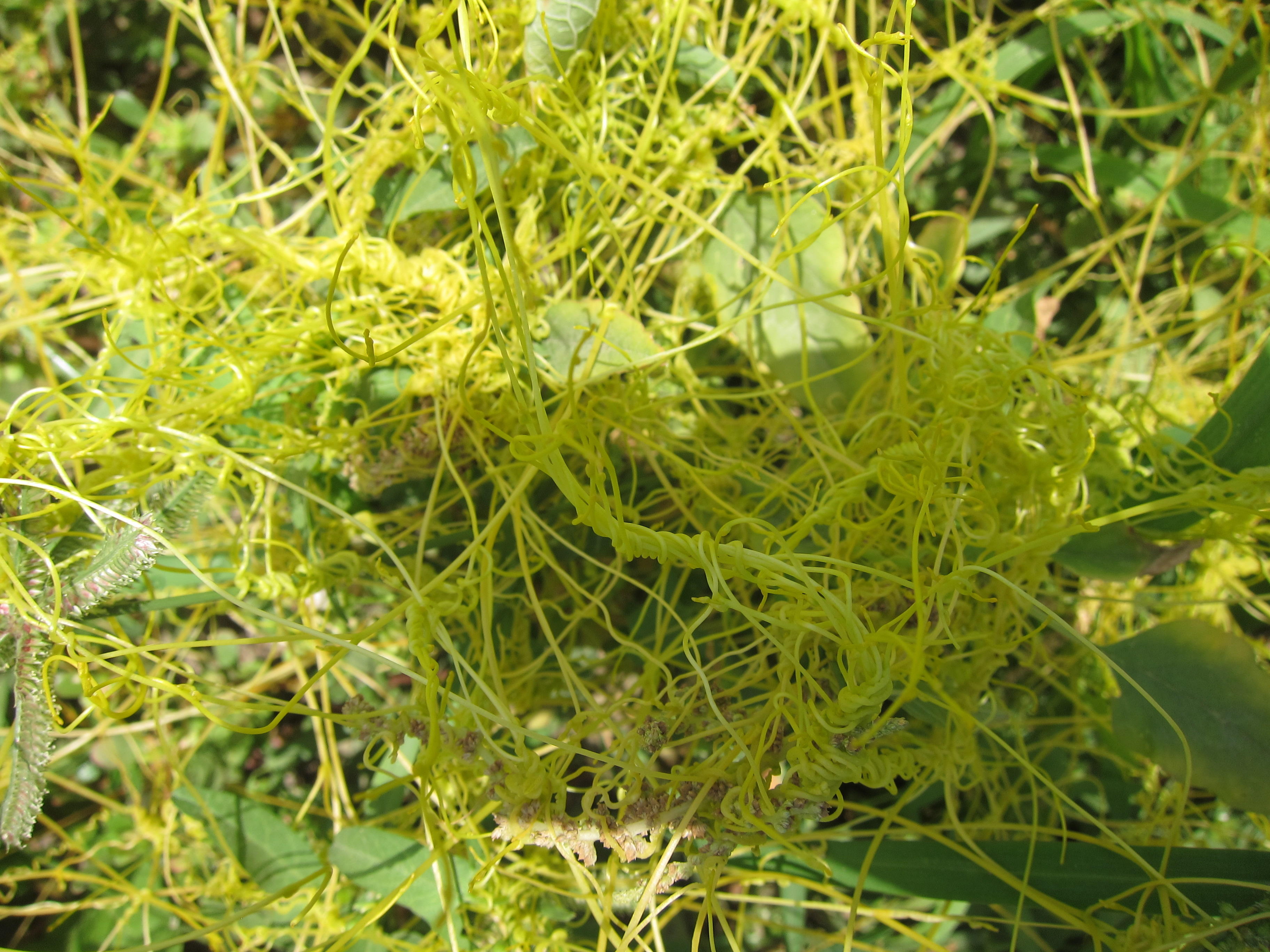